# ATP Nizza
Il torneo di Nizza è stato un torneo di tennis facente parte dell'ATP Tour e Grand Prix che si è giocato a Nizza in Francia dal 1971 al 1995, e che è ripreso nel 2010 come parte dell'ATP Tour 250, nell'ambito dell'ATP World Tour 2010. La superficie utilizzata è la terra rossa.

## Albo d'oro

### Singolare
| Anno       | Nome del torneo                               | Vincitore           | Finalista           | Punteggio                 |
| ---------- | --------------------------------------------- | ------------------- | ------------------- | ------------------------- |
| 2016       | Open de Nice Cote d'Azur                      | Dominic Thiem (2)   | Alexander Zverev    | 6–4, 3–6, 6–0             |
| 2015       | Open de Nice Cote d'Azur                      | Dominic Thiem (1)   | Leonardo Mayer      | 6(8)–7, 7–5, 7–6(2)       |
| 2014       | Open de Nice Cote d'Azur                      | Ernests Gulbis      | Federico Delbonis   | 6–1, 7–6(5)               |
| 2013       | Open de Nice Cote d'Azur                      | Albert Montañés     | Gaël Monfils        | 6–0, 7–6(3)               |
| 2012       | Open de Nice Cote d'Azur                      | Nicolás Almagro (2) | Brian Baker         | 6–3, 6–2                  |
| 2011       | Open de Nice Cote d'Azur                      | Nicolás Almagro (1) | Victor Hănescu      | 6(5)–7, 6–3, 6–3          |
| 2010       | Open de Nice Cote d'Azur                      | Richard Gasquet     | Fernando Verdasco   | 6–3, 5–7, 7–6(5)          |
| 2009– 1996 | Non disputato                                 | Non disputato       | Non disputato       | Non disputato             |
| 1995       | Philips Open                                  | Marc Rosset         | Evgenij Kafel'nikov | 6–4, 6–0                  |
| 1994       | Philips Open                                  | Alberto Berasategui | Jim Courier         | 6–4, 6–2                  |
| 1993       | Philips Open                                  | Marc-Kevin Goellner | Ivan Lendl          | 1–6, 6–4, 6–2             |
| 1992       | Philips Open                                  | Gabriel Markus      | Javier Sánchez      | 6–4, 6–4                  |
| 1991       | Philips Open                                  | Martín Jaite        | Goran Prpić         | 3–6, 7–6(1), 6–3          |
| 1990       | Philips Open                                  | Juan Aguilera       | Guy Forget          | 2–6, 6–3, 6–4             |
| 1989       | Swatch Open                                   | Andrej Česnokov     | Jérôme Potier       | 6–4, 6–4                  |
| 1988       | Swatch Open                                   | Henri Leconte (2)   | Jérôme Potier       | 6–2, 6–2                  |
| 1987       | Nice International Open                       | Kent Carlsson       | Emilio Sánchez      | 7–6, 6–3                  |
| 1986       | International Open Championships of Nice      | Emilio Sánchez      | Paul McNamee        | 6–1, 6–3                  |
| 1985       | Nice International Open                       | Henri Leconte (1)   | Víctor Pecci        | 6–4, 6–4                  |
| 1984       | International Open Championships              | Andrés Gómez        | Henrik Sundström    | 6–1, 6–4                  |
| 1983       | Tournoi International de la Ville de Nice     | Henrik Sundström    | Manuel Orantes      | 7–5, 4–6, 6–3             |
| 1982       | Tournoi International de la Ville de Nice     | Balázs Taróczy      | Yannick Noah        | 6–2, 3–6, 13–11           |
| 1981       | Donnay Open                                   | Yannick Noah        | Mario Martínez      | 6–4, 6–2                  |
| 1980       | International Open Championships of Nice      | Björn Borg (2)      | Manuel Orantes      | 6–2, 6–0, 6–1             |
| 1979       | Nice International                            | Víctor Pecci        | John Alexander      | 6–3, 6–2, 7–5             |
| 1978       | Montano-Snauwaert International Championships | José Higueras       | Yannick Noah        | 6–3, 6–4, 6–4             |
| 1977       | Nice International                            | Björn Borg (1)      | Guillermo Vilas     | 6–4, 1–6, 6–2, 6–0        |
| 1976       | Nice International Championships              | Corrado Barazzutti  | Jan Kodeš           | 6–2, 2–6, 5–7, 7–6, 8–6   |
| 1975       | Nice International Championships              | Dick Crealy         | Iván Molina         | 7–6, 6–4, 6–3             |
| 1974       | Non disputato                                 | Non disputato       | Non disputato       | Non disputato             |
| 1973       | Craven Nice                                   | Manuel Orantes      | Adriano Panatta     | 7–6, 5–7, 4–6, 7–6, 12–10 |
| 1972       | International Championships                   | Ilie Năstase (2)    | Jan Kodeš           | 6–0, 6–4, 6–3             |
| 1971       | Nice International                            | Ilie Năstase (1)    | Jan Kodeš           | 10–8, 11–9, 6–1           |

### Doppio
| Anno       | Vincitori                                   | Finalisti                          | Punteggio           |
| ---------- | ------------------------------------------- | ---------------------------------- | ------------------- |
| 2016       | Juan Sebastián Cabal Robert Farah           | Mate Pavić Michael Venus           | 4–6, 6–4, [10–8]    |
| 2015       | Mate Pavić Michael Venus                    | Jean-Julien Rojer Horia Tecău      | 7–6(4), 2–6, [10–8] |
| 2014       | Martin Kližan Philipp Oswald                | Rohan Bopanna Aisam-ul-Haq Qureshi | 6–2, 6–0            |
| 2013       | Johan Brunström Raven Klaasen               | Juan Sebastián Cabal Robert Farah  | 6–3, 6–2            |
| 2012       | Bob Bryan Mike Bryan                        | Oliver Marach Filip Polášek        | 7–6(5), 6–3         |
| 2011       | Eric Butorac Jean-Julien Rojer              | Santiago González David Marrero    | 6–3, 6–4            |
| 2010       | Marcelo Melo Bruno Soares                   | Rohan Bopanna Aisam-ul-Haq Qureshi | 1–6, 6–3, [10–5]    |
| 2009– 1996 | Non disputato                               | Non disputato                      | Non disputato       |
| 1995       | Cyril Suk Daniel Vacek                      | Luke Jensen David Wheaton          | 3–6, 7–6, 7–6       |
| 1994       | Javier Sánchez Mark Woodforde               | Hendrik Jan Davids Piet Norval     | 7–5, 6–3            |
| 1993       | David Macpherson Laurie Warder              | Shelby Cannon Scott Melville       | 3–4 rit.            |
| 1992       | Patrick Galbraith Scott Melville            | Pieter Aldrich Danie Visser        | 6–1, 3–6, 6–4       |
| 1991       | Rikard Bergh Jan Gunnarsson (2)             | Vojtěch Flégl Nicklas Utgren       | 6–4, 4–6, 6–3       |
| 1990       | Alberto Mancini Yannick Noah (3)            | Marcelo Filippini Horst Skoff      | 6–4, 7–6            |
| 1989       | Ricki Osterthun Udo Riglewski               | Heinz Günthardt Balázs Taróczy     | 7–6, 6–7, 6–1       |
| 1988       | Henri Leconte (2) Guy Forget                | Heinz Günthardt Diego Nargiso      | 4–6, 6–3, 6–4       |
| 1987       | Emilio Sánchez Sergio Casal                 | Claudio Mezzadri Gianni Ocleppo    | 6–4, 6–3            |
| 1986       | Jakob Hlasek Pavel Složil (2)               | Gary Donnelly Colin Dowdeswell     | 6–3, 4–6, 11–9      |
| 1985       | Claudio Panatta Pavel Složil (1)            | Loïc Courteau Guy Forget           | 3–6, 6–3, 8–6       |
| 1984       | Jan Gunnarsson (1) Michael Mortensen        | Hans Gildemeister Andrés Gómez     | 6–1, 7–5            |
| 1983       | Bernard Boileau Libor Pimek                 | Bernard Fritz Jean-Louis Haillet   | 6–3, 6–4            |
| 1982       | Henri Leconte (1) Yannick Noah (2)          | Paul McNamee Balázs Taróczy        | 5–7, 6–4, 6–3       |
| 1981       | Yannick Noah (1) Pascal Portes              | Chris Lewis Pavel Složil           | 4–6, 6–3, 6–4       |
| 1980       | Chris Delaney Kim Warwick                   | Stanislav Birner Jiří Hřebec       | 6–4, 6–0            |
| 1979       | Paul McNamee Peter McNamara                 | Pavel Složil Tomáš Šmíd            | 6–1, 3–6, 6–2       |
| 1978       | Patrice Dominguez (2) François Jauffret (2) | Jan Kodeš Tomáš Šmíd               | 6–4, 6–0            |
| 1977       | Ion Țiriac (2) Guillermo Vilas              | Chris Kachel Chris Lewis           | 6–4, 6–1            |
| 1976       | Patrice Dominguez (1) François Jauffret (1) | Wojciech Fibak Karl Meiler         | 6–4, 3–6, 6–3       |
| 1975       | Marcello Lara Joaquín Loyo Mayo             | Iván Molina Jairo Velasco Sr.      | 7–6, 6–7, 8–6       |
| 1974       | Non disputato                               | Non disputato                      | Non disputato       |
| 1973       | Manuel Orantes Juan Gisbert                 | Patrice Beust Daniel Contet        | 7–5, 6–1            |
| 1972       | Jan Kodeš Stan Smith                        | Frew McMillan Ilie Năstase         | 6–3, 3–6, 7–5       |
| 1971       | Ilie Năstase Ion Țiriac (1)                 | Pierre Barthes François Jauffret   | 6–3, 6–3            |